# Hogna sinaia
Hogna sinaia Roewer, 1959 è un ragno appartenente alla famiglia Lycosidae.

## Caratteristiche
I cheliceri sono di colore marrone; la parte frontale è ricoperta da una peluria marrone tendente al nero.
L'olotipo femminile rinvenuto ha lunghezza totale è di 18mm; la lunghezza del cefalotorace è di 8mm; e quella dell'opistosoma è di 10mm.

## Distribuzione
La specie è stata reperita in Egitto orientale: nella località di Halbinsel, appartenente alla Penisola del Sinai.

## Tassonomia
Al 2017 non sono note sottospecie e dal 1959 non sono stati esaminati nuovi esemplari.